# Disculpe el señor
«Disculpe el señor» es una canción del cantautor español Joan Manuel Serrat, escrita en 1991 que forma parte del álbum Utopía, un disco presentado en abril de 1992 y editado por el sello discográfico Ariola. Una nueva grabación de esta canción, con el acompañamiento de Ricard Miralles, se incluyó además en el disco cuádruple Antología desordenada, un álbum publicado por Sony en noviembre de 2014 y  que reúne 50 canciones seleccionadas por el propio Serrat con motivo del 50° aniversario de su carrera artística.

## Contexto y tema de la letra

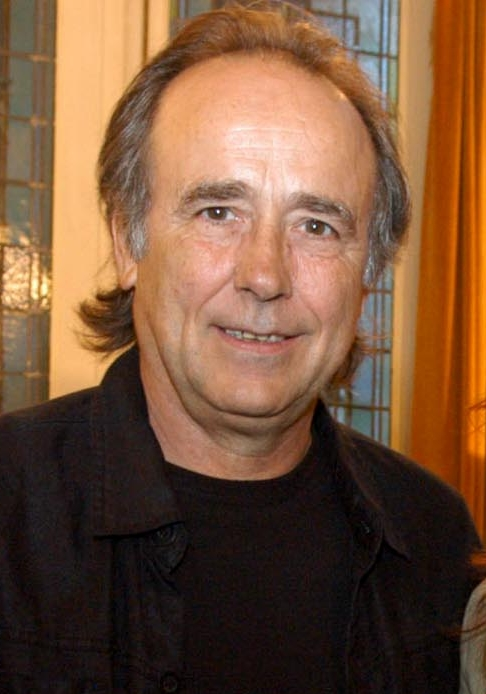
Joan Manuel Serrat

Serrat escribió esta canción, así como las otras nueve que integran Utopía, poco más de dos años después de la caída del muro de Berlín y algunos meses tras disolución de la Unión Soviética, en un contexto político caracterizado por el fin del llamado «socialismo real», lo que había generado una gran confusión, dispersión y desaliento de la izquierda política. A esa pérdida del «sueño colectivo», Serrat responde con el título de este álbum, rescatando el valor de poseer un horizonte utópico común. «Sin utopías – declaró  Serrat refiriéndose a su disco – estás a merced de lo que el poder decida imponer en cada momento. Estás en sus manos.» .
El texto de «Disculpe el señor» es una fuerte crítica al abuso de poder de los (países) ricos sobre los (países) pobres, representado en la metáfora de un mayordomo que se dirige a su señor manifestándole la preocupación porque  «se nos llenó de pobres el recibidor», quienes se acercan por miles «por tierra y por mar». El mayordomo no ve cómo despacharlos con alguna limosna o compra menor: «Son pobres que no tienen nada de nada. No entendí muy bien si nada que vender o nada que perder».
La canción transmite, entre metáforas irónicas y giros sarcásticos, una profunda crítica a la desigualdad social, a la falta de solidaridad con los postergados, al egoísmo y el culto al dinero de los poderosos. Al mismo tiempo, deja muy en claro que es el señor quien se ha apropiado de algo que en realidad es de los pobres («pero por lo que parece tiene usted alguna cosa que les pertenece»), aunque, en la percepción del señor, estos le han regalado sus posesiones y no está dispuesto a devolvérselas porque «como el señor dice: Santa Rita,  Rita, Rita, lo que se da no se quita».
El texto culmina con otra ironía, destacando que esta situación de injusticia social es un problema actual y pendiente, que se repite independientemente de lo que ocurra en el plano de las ideologías. El mayordomo finalmente desiste de la tarea de tratar de contener a los pobres, porque ahora son millones y abandona a su suerte al señor: «Que Dios le inspire o que Dios le ampare, que esos no se han enterado que Carlos Marx está muerto y enterrado».
Cuando Serrat interpreta esta canción en televisión o en conciertos en vivo, suele aparecer en escena vestido con un chaleco rojo con botones y guantes blancos, el clásico atuendo de un mayordomo de las casas señoriales.

## Uso ulterior del texto como discurso político y sociológico
Según la periodista y estudiosa de la biografía y obra de Serrat, Margarita Rivière, esta canción se inscribe en un marco económico mundial en el que las cifras estadísticas (incluidas las de la ONU) demostraban de manera palmaria cómo los pobres se iban haciendo más pobres y acrecentaban su número, mientras los ricos acrecentaban su riqueza y eran cada vez menos. Sobre la fatal situación de desigualdad creada, sin embargo, los gobiernos eluden toda responsabilidad, dejando en manos de organizaciones no gubernamentales el manejo de las consecuencias. Serrat lanzaría con esta canción "un dardo preciso" al corazón de la situación creada.
Por eso, la letra de «Disculpe el señor» se ha utilizado también como estructura discursiva en publicaciones académicas, análisis políticos y sociológicos que tratan temáticas en torno a la pobreza, la iniquidad y la falta de justicia social.
Más de dos décadas después de su composición, la canción continúa siendo citada en medios de prensa, por ejemplo a propósito de los refugiados e inmigrantes indocumentados que, en situación desesperada y arriesgando sus vidas, intentan ingresar a Europa desde África, Asia y el Medio Oriente.